# Sint-Walburgiskerk (Arnhem)
De Sint-Walburgiskerk is de oudste nog bestaande kerk in Arnhem. Het gebouw heeft aan de westzijde een kenmerkend dubbeltorenfront. De kerk is gebouwd op het Grafelijke Hof en de residentie van Reinald 1.
Het gebouw is niet meer als kerk in gebruik.

## Geschiedenis
De kerk werd gesticht door het Sint-Walburgiskapittel dat in 1315 Tiel had verlaten om zich in Arnhem te vestigen. De kerk werd in gebruik gesteld rond 1375. De kerk is gebouwd in een eenvoudige gotische stijl en heeft als een van de weinige gotische kerken in Nederland een tweetorenfront. Omdat de kerk exclusief door de kanunniken werd gebruikt, ontbrak een apart priesterkoor. Na het verbod op de uitoefening van de katholieke godsdienst werd de kerk onder meer gebruikt als gevangenis en wapenarsenaal. In 1808 werd de kerk door Lodewijk Napoleon (eerste koning van Holland) teruggegeven aan de katholieken.
Van 1851 tot 1854 werd de kerk gerestaureerd door architect Theo Molkenboer, die een priesterkoor toevoegde en de verdwenen gewelven in hout en stucwerk reconstrueerde. De architect, die zich nauwelijks had verdiept in de bouwkundige principes van gotische constructies, nam bovendien de rampzalige beslissing om enkele vierkante pijlers te laten afkappen tot ronde pilaren, met als gevolg dat de constructie ernstig werd verzwakt en de noordelijke toren instortte. Deze toren werd in 1855 herbouwd.
Bij de Slag om Arnhem in september 1944 brandde de kerk geheel uit. Na de oorlog werd de kerk herbouwd en uitgebreid. Het Gradussen-orgel uit 1883, dat bij de brand verloren was gegaan, werd in 1951 vervangen door een orgel van de firma B. Pels & Zn. Inmiddels staat er weer een Gradussen-orgel uit 1875, afkomstig uit de in 1985 gesloten en in 1990 gesloopte Kleine Eusebiuskerk, eveneens in Arnhem. Het instrument heeft twee manualen, 24 registers en een vrij pedaal.
De sacramentskapel is verrijkt met gebrandschilderd glas van Joop Jansen.
Paus Paulus VI verhief de kerk in 1964 tot basilica minor.
Op zondag 12 mei 2013 is de kerk onttrokken aan de eredienst. Het gebouw wordt sindsdien niet meer gebruikt voor eucharistievieringen. Ook de eretitel "basiliek" is hiermee niet meer van toepassing.
In 2018 werd de kerk gekocht door de particuliere investeerder Theo de Rijk. De twee torens zijn getransformeerd naar residenties. De residenties worden geëxploiteerd als luxe hotel met als rode draad "trots en historie" in stadsthema's. In de kerkzaal zit sinds 2024 restaurant Sama Sama.

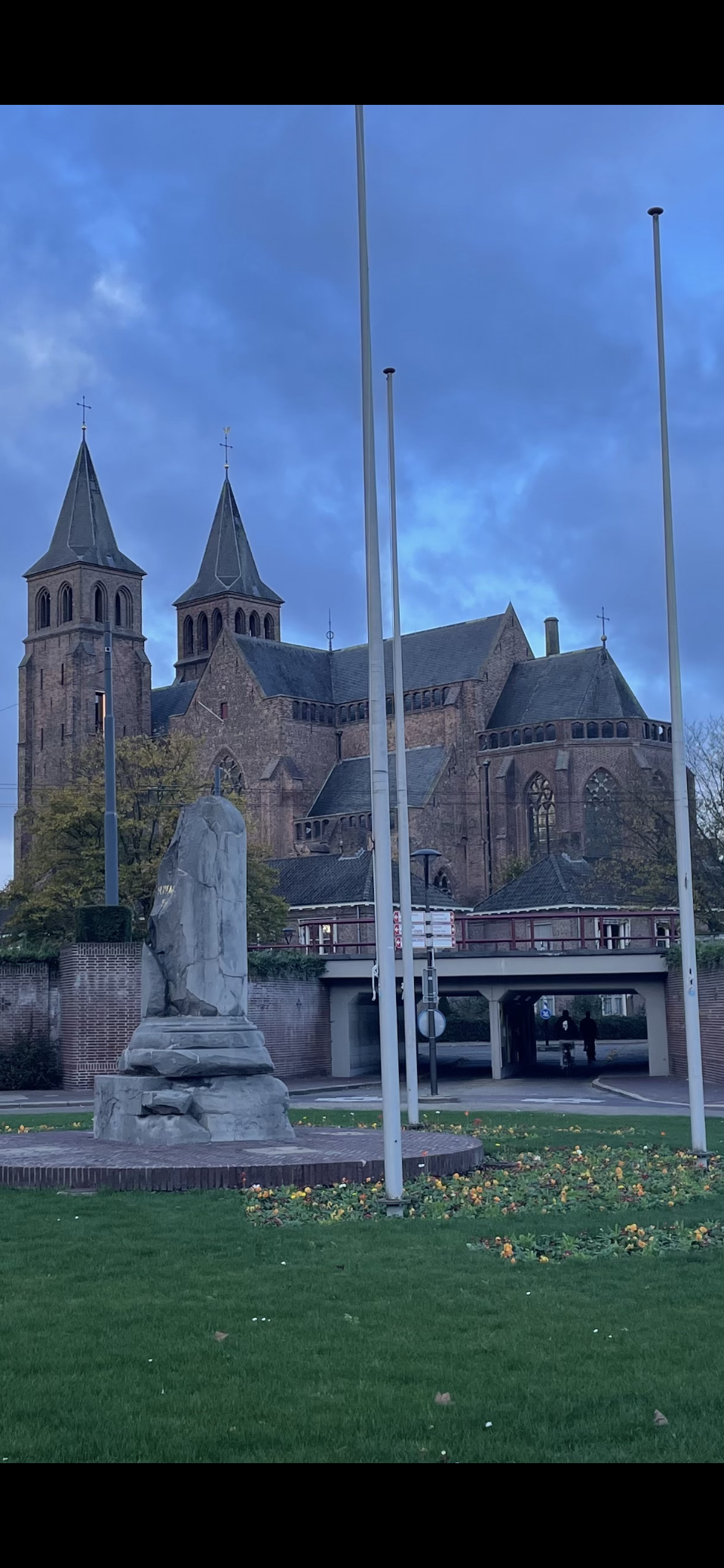
St Walburgiskerk vanaf airborneplein
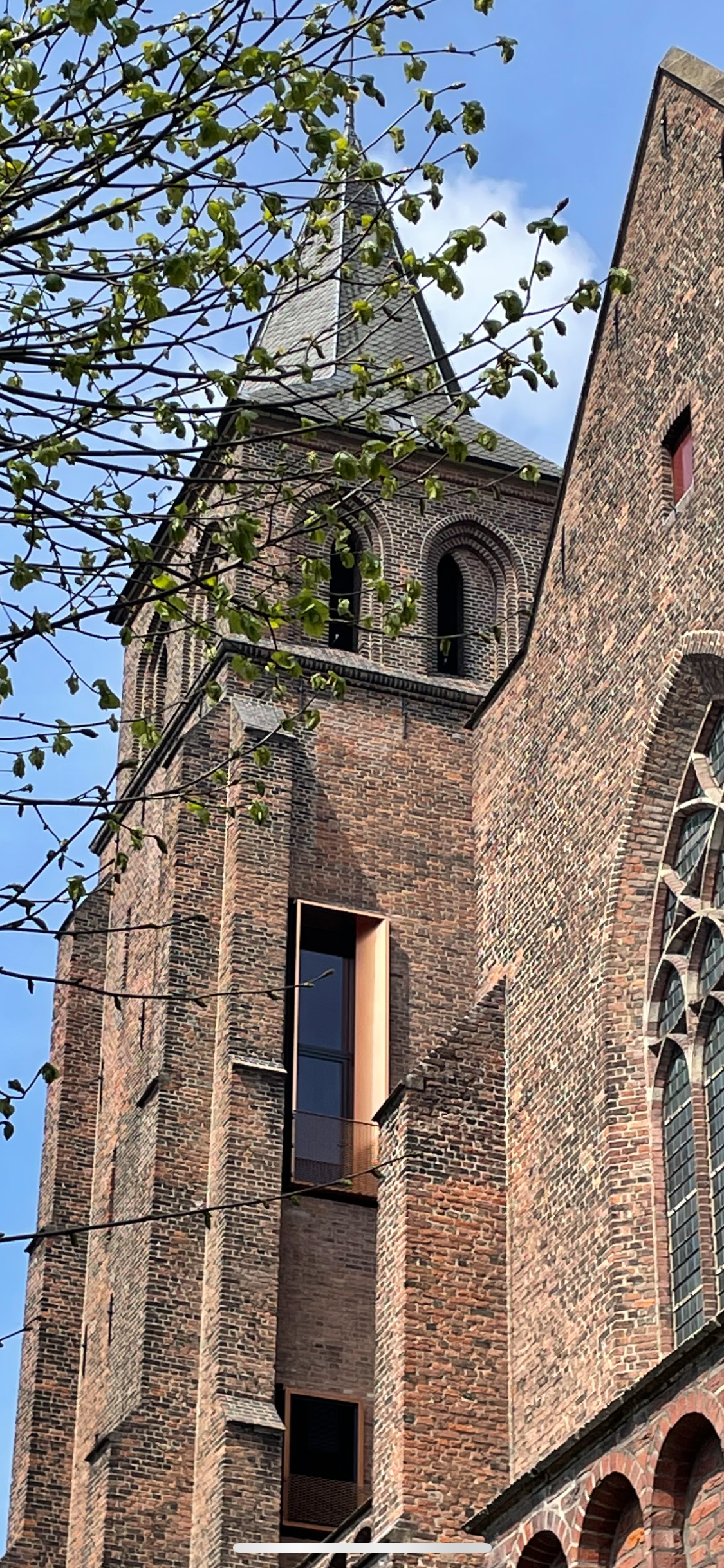
De koperen kozijnen St Walburgiskerk
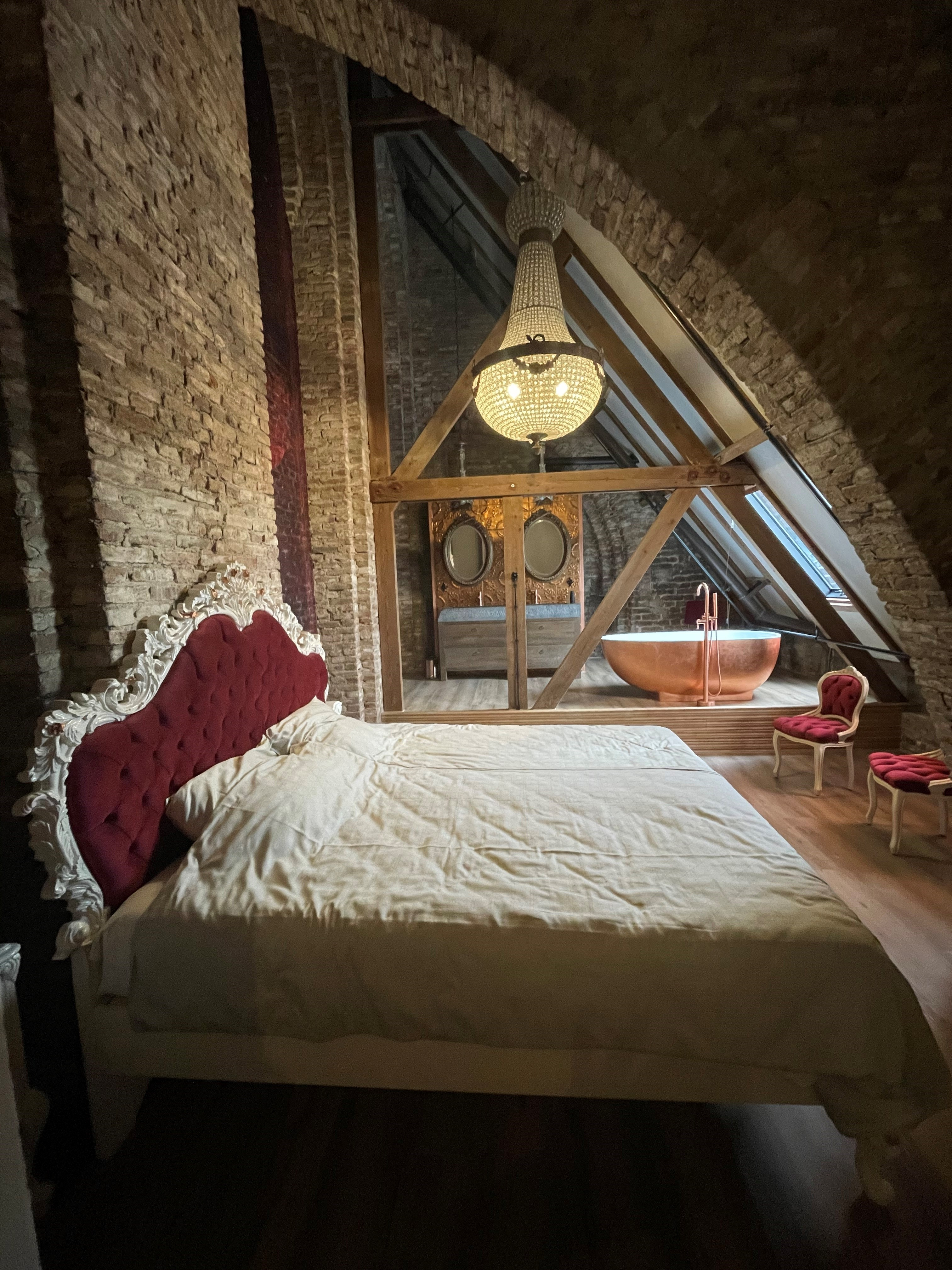
Napoleon kamer van hotel Walburgis Residenties
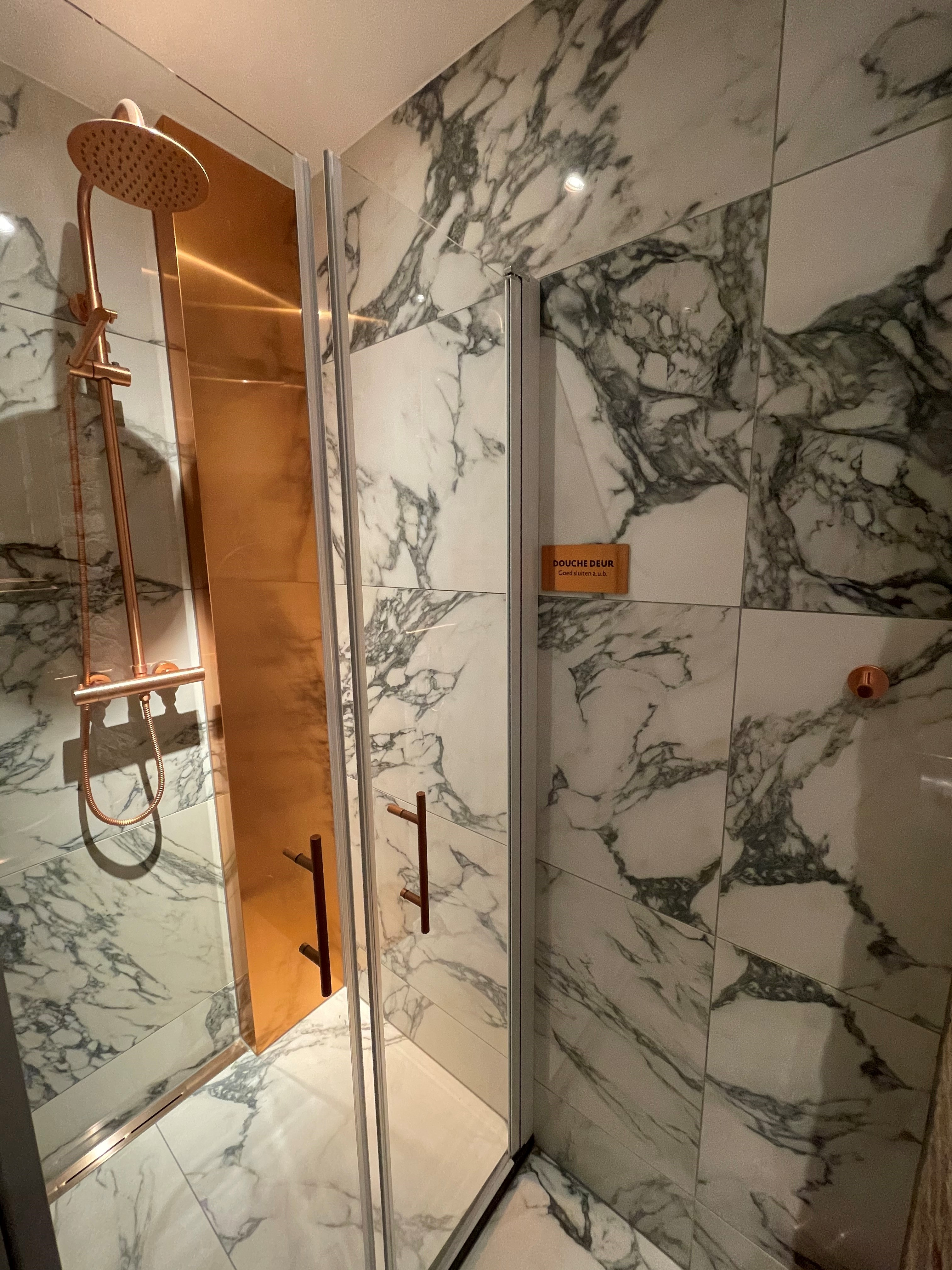
1 van de badkamers in hotel Walburgis Residenties
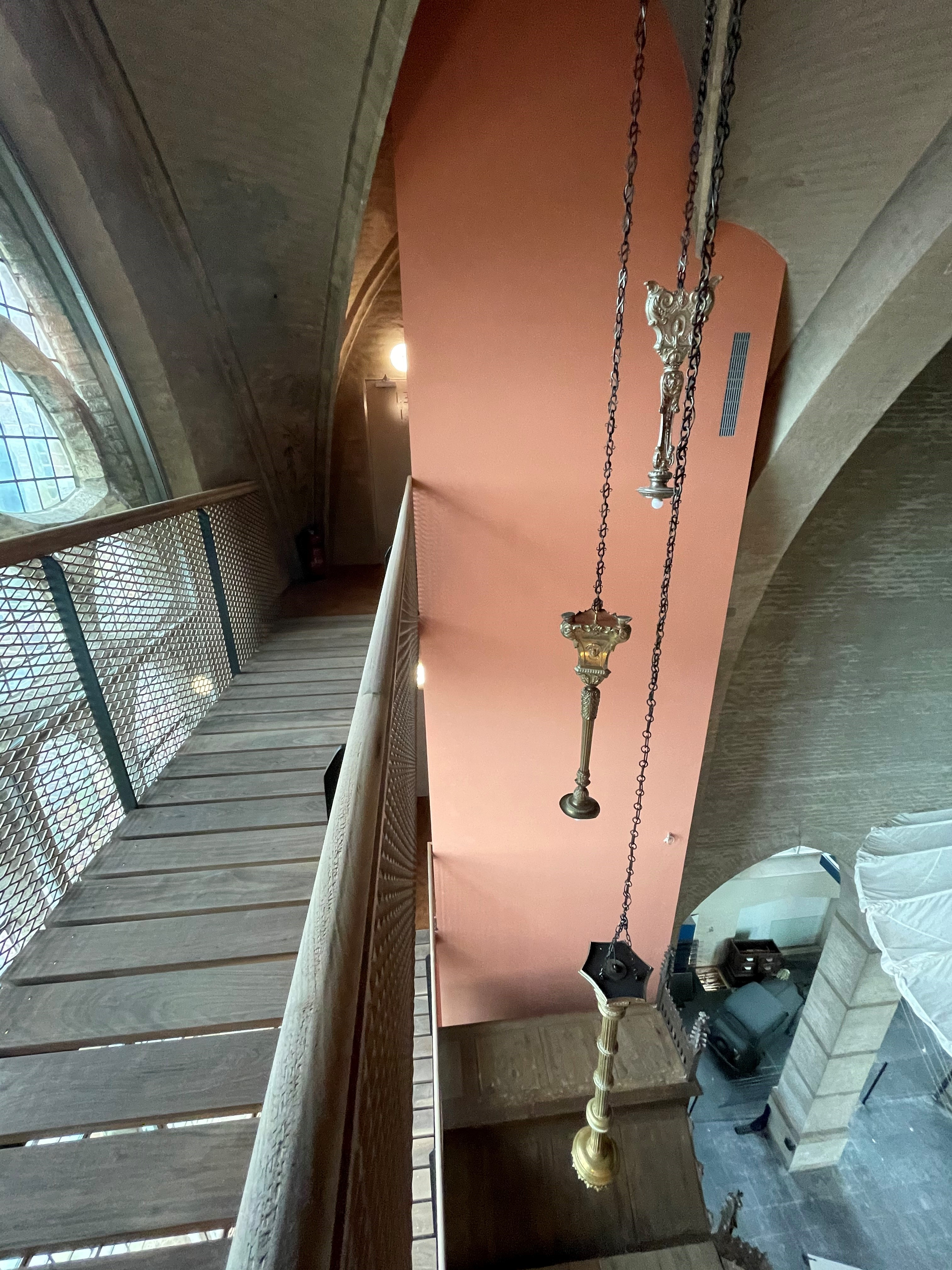
vestibule hotel Walburgis Residenties
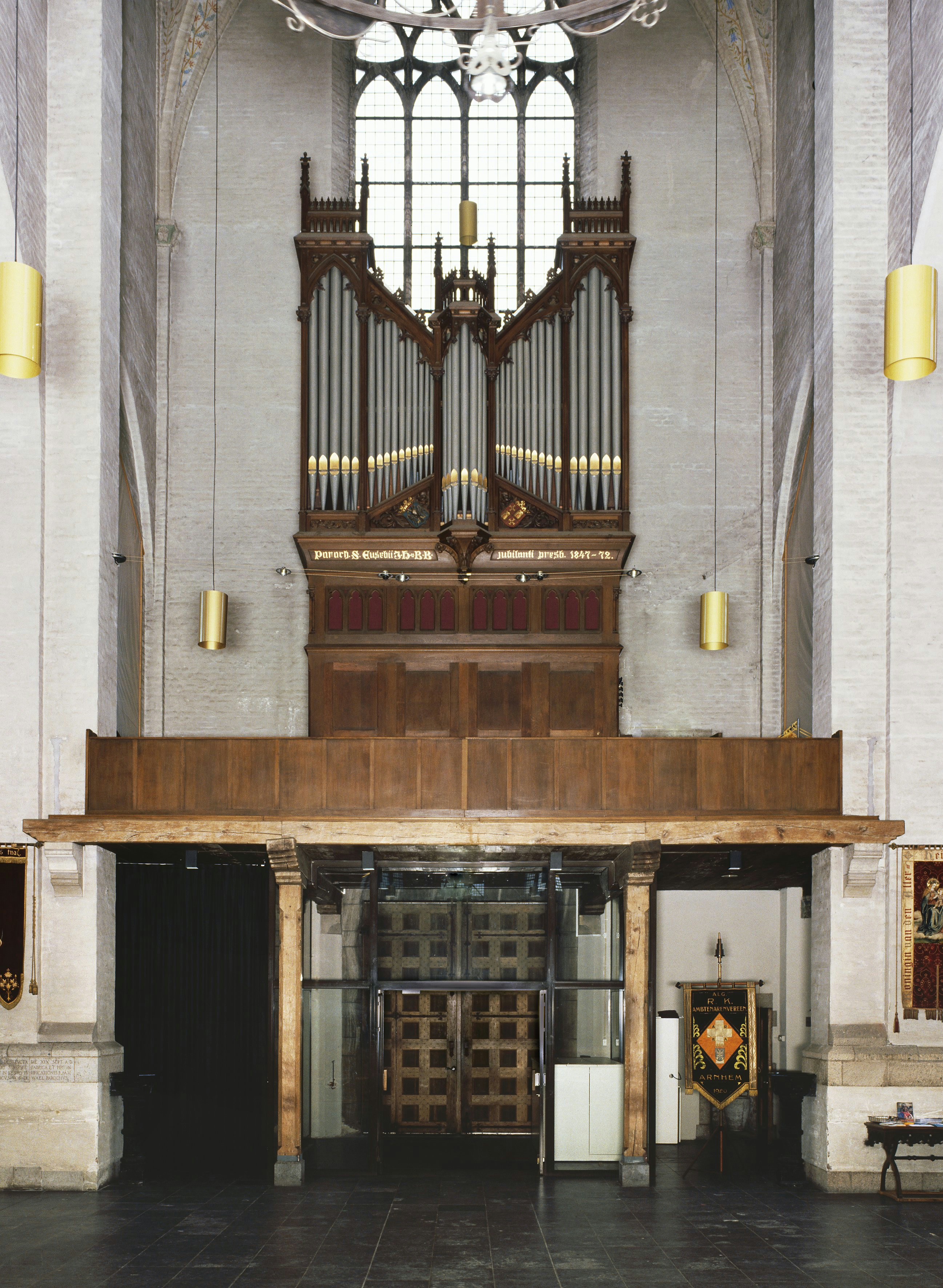
Het tweede Gradussen-orgel
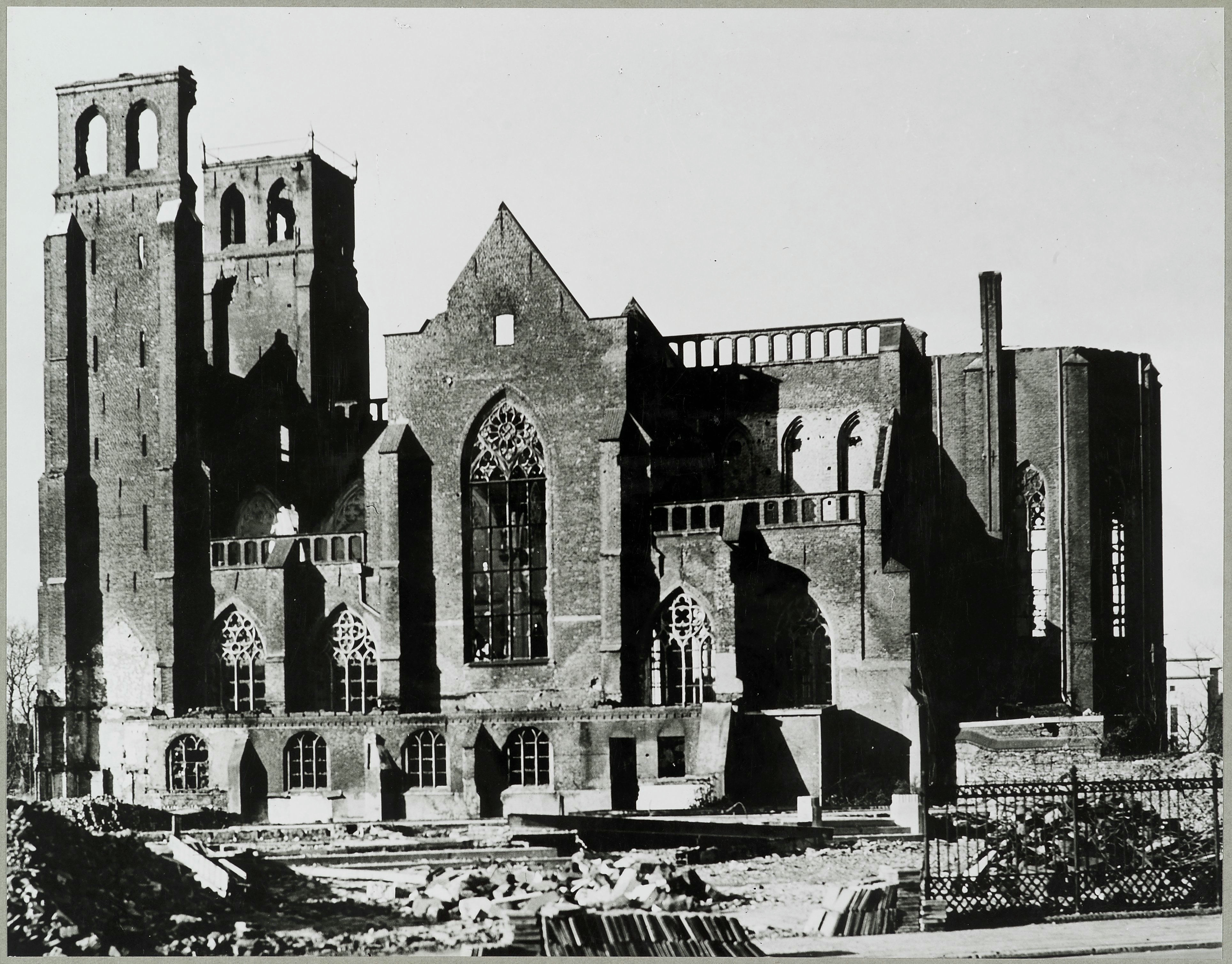
De gehavende kerk in 1945
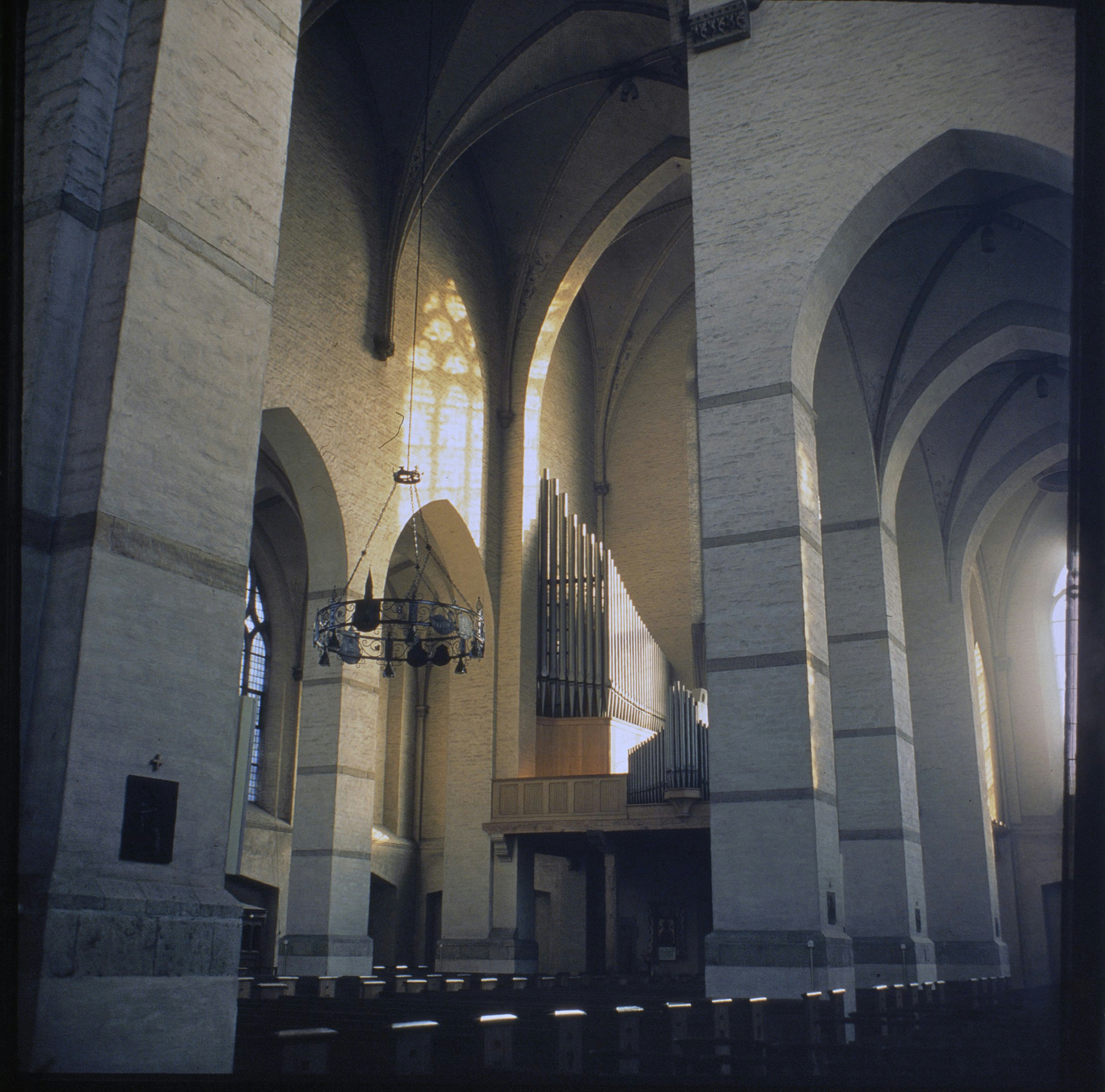
Interieur